# (474017) 2016 GP10
(474017) 2016 GP10 es un asteroide perteneciente al cinturón de asteroides, descubierto el 19 de septiembre de 2008 por el equipo del Spacewatch desde el Observatorio Nacional de Kitt Peak, Arizona, Estados Unidos.

## Designación y nombre
Designado provisionalmente como 2016 GP10.

## Características orbitales
2016 GP10 está situado a una distancia media del Sol de 2,709 ua, pudiendo alejarse hasta 3,141 ua y acercarse hasta 2,276 ua. Su excentricidad es 0,159 y la inclinación orbital 8,622 grados. Emplea 1628 días en completar una órbita alrededor del Sol.

## Características físicas
La magnitud absoluta de 2016 GP10 es 17,311.